# Chilworth, Surrey
Chilworth är en ort i Storbritannien.   Den ligger i grevskapet Surrey och riksdelen England, i den södra delen av landet, 40 km sydväst om huvudstaden London. Chilworth ligger 50 meter över havet och antalet invånare är 1 803.
Terrängen runt Chilworth är platt. Runt Chilworth är det tätbefolkat, med 343 invånare per kvadratkilometer. Närmaste större samhälle är Guildford, 3,7 km nordväst om Chilworth. I omgivningarna runt Chilworth växer i huvudsak blandskog.